# Di Yi
Di Yi (chiń. 帝乙), imię osobiste Zǐ Xiàn – władca Chin z dynastii Shang.  Panował od 1101 do 1076 roku p.n.e.
Jego następcą został jego syn Di Xin.